# Stazione di Angers-Saint-Laud
La stazione di Angers-Saint-Laud  è la principale stazione ferroviaria a servizio di Angers e della sua agglomerazione, situata nel dipartimento della Maine-et-Loire, regione Paesi della Loira.
È servita da TGV e dal TER.
La sua apertura all'esercizio avvenne nel 1849.